# Эпиталамий Винии и Манлия Торквата
«Эпитала́мий Ви́нии и Ма́нлия Торква́та» — условное название стихотворения римского поэта Гая Валерия Катулла, включённого в состав посмертного сборника («Книги Катулла Веронского») под номером 61. Автор здесь чествует молодожёнов, Винию Аврункулею и, возможно, Луция Манлия Торквата — известного оратора, впоследствии претора и помпеянца, погибшего во время гражданской войны 49—45 гг. до н. э.
Стихотворение включает славословие бога брака Гименея и песни, которые могли быть исполнены перед домом Винии, во время шествия, перед домом Торквата и перед брачным покоем (последняя является эпиталамием в узком смысле этого слова).